# Khalil Allawi
Khalil Mohammed Allawi, altresì noto come Khalil Mohamed o Khalil Allawe (6 settembre 1958), è un ex calciatore iracheno, di ruolo difensore.

## Carriera
Con la Nazionale irachena ha partecipato ai Mondiali 1986 disputando 3 partite.